# Popis likova u Inspektoru Rexu
Ovo je popis likova iz austrijske kriminalističke serije "Inspektor Rex".

## Rex
Rex je njemački ovčar i policijski pas koji služi kao dodatan par očiju i ušiju za ekipu. Vrlo je brz i ima dobar njuh. Tijekom serije promijenio je mnoge partnere i glumce: naime, Rexa je glumilo čak četvoro pasa. Rex obožava sendviče, mrzi zločince i boji se veterinara.

## Rexovi partneri

### Richard Moser
Richard Moser bio je prvi Rexov vlasnik i vođa ekipe. Udomio je Rexa nakon smrti njegovog vlasnika i brzo se sprijateljio s njim. Moser je atletski građen (za razliku od svojih nasljednika) i bio je u vezi s mnogo žena. Ubijen je u četvrtoj sezoni, a glumio ga je Tobias Moretti.

### Alexander Brandtner
Brandtner je u četvrtoj sezoni zamijenio Mosera kao vođa tima. Iako se zakleo da neće raditi sa psima nakon smrti njegovog Arka u eksploziji, predomislio se vidjevši Rexa te se uselio u Moserov stan. Kao i Moser, atletski je građen i privlačan ženama. Glumio ga je Gedeon Burkhard.

### Marc Hoffmann
Marc Hoffman naslijedio je Brandtnera u osmoj sezoni. Ponekad je nespretan, ali je i mudar te često nadmudri ubojice. U vezi je s policajkom Nikki Herzog. Glumio ga je Alexander Pschill.

### Lorenzo Fabbri
Lorenzo Fabbri je talijanski viši inspektor s kojim se Rex udružuje u 11. sezoni. Čini se da je Rex razumio talijanski jezik bez problema. U drugoj epizodi 14. sezone poginuo je u eksploziji automobila koju je namjestio srpski mafijaški poglavnik. Glumio ga je Kaspar Capparoni.

### Davide Rivera
Davide Rivera zamijenio je Fabbrija u 14. sezoni i brzo se sprijateljio s Rexom. Tijekom 14. i 15. sezone riješio je mnogo zamršenih slučajeva. Nije sasvim jasno zašto se nije pojavio u 16. sezoni. Glumio ga je Ettore Bassi.

### Marco Terzani
Marco Terzani zamijenio je Riveru u 16. sezoni i ostao sve do osamnaeste, posljednje sezone serije. Za razliku od prethodnika, bio je vrlo atletski građen i privlačan ženama, kao i Moser. Glumio ga je Francesco Arca.

## Ostali istražitelji

### Ernst Stockinger
Ernst Stockinger je Moserov prijatelj i comic relief u prvih nekoliko sezona. Oženjen je i obožava sendviče koje mu Rex redovito krade. Unatoč tome, vrlo je sposoban i u više navrata spasio je svoje prijatelje od sigurne smrti. Krajem treće sezone odlazi u Salzburg gdje mu je supruga naslijedila stomatološku ordinaciju. Glumio ga je Karl Markovics.

### Peter Höllerer
Peter Höllerer je podeblji policajac koji uglavnom radi u uredu i ne voli obavljati terenske poslove. Govori bečkim dijalektom, hladne je glave i uspješno se suočava s najtežim problemima. U četvrtoj sezoni odlazi u mirovinu kako bi se brinuo o bolesnoj majci. Glumio ga je Wolf Bachofner.

### Christian Böck
Christian Böck je upoznao Mosera u trećoj sezoni te je bio glavni sumnjivac tijekom istrage o nekom zločinu, ali se pokazalo da je policajac na tajnom zadatku. Moser ga je uvjerio da dođe u njihovu ekipu, te je on s njima proveo mnogo godina. Neprestani comic relief je odnos njega i Rexa. Glumio ga je Heinz Weixelbraun.

### Fritz Kunz
Fritz Kunz zamijenio je Höllerera i ostao nekoliko sezona. Uglavnom se javlja na telefon, ali često ide i na teren, za razliku od Höllerera. Dobar je matematičar i statističar te je vrlo pedantan. Glumio ga je Martin Weinek.

### Nikki Herzog
Jedina istražiteljica u seriji, Nikki je bila Marcova djevojka i policijska partnerica. Vrlo je atraktivna i inteligentna. Glumila ju je Elke Winkens.

### Giandomenico Morini
Giandomenico Morini kolega je i pomoćnik Lorenza Fabbrija. Pojavljuje se u 10. sezoni, a odlazi početkom 14. jer je premješten u Milano. Glumio ga je Fabio Ferri.

### Alberto Monterosso
Alberto Monterosso zamijenio je Morinija u 14. sezoni i ostaje do kraja snimanja. U lošoj je kondiciji i neprestano puši. Glumio ga je Domenico Fortunato.

## Ostali likovi

### Dr. Leo Graf
Dr. Leo Graf je forenzičar i patolog koji je bio u seriji od 1. do 10. sezone. Za razliku od ostalih, opušten je u svom laboratoriju. Ima dobar odnos s kolegama i često im pomaže. Glumio ga je Gerhard Zemann.

### Max Koch
Max Koch je umirovljeni istražitelj koji često pomaže ekipi kao špijun. Nakon Stockingerova odlaska pomogao je reformirati ekipu. Ima mnogo vremena, vrlo je dobrodušan i neprestano puši lulu. Nakon Moserove smrti više se nije pojavljivao. Glumio ga je Fritz Muliar.

### Katia Martelli
Katia Martelli je rimska forenzičarka beznadno zaljubljena u Fabbrija. Dok Rex pokušava sabotirati tu vezu, Morini im pomaže. Glumila ju je Pilar Abella.

### Filippo Gori
Filippo Gori šef je rimske policije. Iako isprva nije prihvaćao Rexa, kasnije mu je dopustio ostati vidjevši da je koristan. Glumio ga je Augusto Zucchi.